# Mistrzostwa Europy U-17 w Piłce Nożnej 2024 (eliminacje)
Eliminacje do Mistrzostw Europy U-17 w piłce nożnej rozpoczną się 27 września 2023, a zakończą się w 2024 roku. Eliminacje mają na celu wyłonienie piętnastu drużyn, które obok gospodarza, reprezentacji Cypru zagrają w turnieju finałowym. Piłkarze urodzeni po 1 stycznia 2006 roku są dopuszczeni do gry.

## Format eliminacji
W kwalifikacjach bierze udział 53 reprezentacje, czyli wszystkie oprócz Cypru, który jest gospodarzem i ma zapewniony udział w turnieju oraz zdyskwalifikowanej Rosji. Holandia zaczyna w grupie elitarnej. Najlepsze drużyny z Rundy Kwalifikacyjnej awansują do Rundy Elitarnej, a najlepsze drużyny z tego stopnia eliminacji awansują do turnieju finałowego.

## Losowanie grup
Na podstawie:
Do udziału w eliminacjach zgłosiły się 53 federacje krajowe, czyli wszystkie z wyjątkiem Cypru, który jest gospodarzem turnieju finałowego i Rosji, która jest zdyskwalifikowana. Drużyny zostały podzielone na pięć koszyków po dziewięć reprezentacji i jeden koszyk siedmiozespołowy. Ze względów politycznych w jednej grupie nie mogły znaleźć się reprezentacje:
- Hiszpanii oraz Gibraltaru
- Bośni i Hercegowiny oraz Kosowa
- Kosowa oraz Serbii
- Białorusi i Ukrainy

| Koszyk 1 |
| --- |
| Hiszpania U-17 Włochy U-17 Francja U-17 Anglia U-17 Niemcy U-17 Portugalia U-17 Belgia U-17 Irlandia U-17 Węgry U-17 |

| Koszyk 2 |
| --- |
| Szkocja U-17 Izrael U-17 Norwegia U-17 Szwajcaria U-17 Czechy U-17 Słowenia U-17 Grecja U-17 Bośnia i Hercegowina U-17 Ukraina U-17 |

| Koszyk 3 |
| --- |
| Finlandia U-17 Islandia U-17 Białoruś U-17 Bułgaria U-17 Macedonia Północna U-17 Rumunia U-17 Grecja U-17 Gruzja U-17 Irlandia Północna U-17 |

| Koszyk 4 |
| --- |
| Estonia U-17 Wyspy Owcze U-17 Albania U-17 Kazachstan U-17 Azerbejdżan U-17 Armenia U-17 Andora U-17 Litwa U-17 Mołdawia U-17 |

## Runda Kwalifikacyjna
Na podstawie:
W przypadku równej liczby punktów, zespoły są klasyfikowane według następujących zasad.
1. liczba punktów zdobytych w meczach między tymi drużynami,
2. różnica bramek strzelonych w meczach tych drużyn,
3. bramki zdobyte w meczach tych drużyn,
4. bramki na wyjeździe zdobyte w meczach tych drużyn,
5. jeśli więcej niż dwie drużyny miały identyczny dorobek i po zastosowaniu powyższych zasad wciąż co najmniej dwie drużyny mają identyczny dorobek, powyższe zasady stosuje się ponownie tylko dla zainteresowanych drużyn. Jeśli nie da to rozstrzygnięcia i wciąż dwie drużyny będą miały identyczny dorobek stosuje się zasady poniżej,
6. różnica bramek we wszystkich meczach grupowych,
7. liczba strzelonych bramek we wszystkich meczach grupowych,
8. liczba strzelonych bramek we wszystkich meczach wyjazdowych,
9. liczba wygranych meczów w fazie grupowej,
10. liczba wygranych meczów wyjazdowych w fazie grupowej,
11. liczba kar indywidualnych we wszystkich meczach (1 punkt za żółtą kartkę, 3 punkty za czerwoną kartkę (również tę za dwie żółte kartki)),
12. pozycja w rankingu UEFA.

Legenda do tabelek
| Awans do rundy elitarnej |
| Klasyfikacja III miejsc  |
| Brak kwalifikacji        |

- Pkt – liczba punktów
- M – liczba meczów
- W – wygrane
- R – remisy
- P – porażki
- Br+ – bramki zdobyte
- Br− – bramki stracone
- +/− – różnica bramek

### Grupa 1
Wszystkie mecze tej grupy odbyły się w Gruzji.
| Reprezentacja | M | W | R | P | Br+ | Br- | +/- | Pkt. |
| ------------- | - | - | - | - | --- | --- | --- | ---- |
| Austria U-17  | 3 | 2 | 1 | 0 | 5   | 3   | +2  | 7    |
| Gruzja U-17   | 3 | 1 | 1 | 1 | 4   | 4   | 0   | 4    |
| Dania U-17    | 3 | 1 | 1 | 1 | 7   | 5   | +2  | 4    |
| Litwa U-17    | 3 | 0 | 1 | 2 | 2   | 6   | -4  | 1    |

### Grupa 2
Wszystkie mecze tej grupy odbyły się w Mołdawii.
| Reprezentacja | M | W | R | P | Br+ | Br- | +/- | Pkt. |
| ------------- | - | - | - | - | --- | --- | --- | ---- |
| Polska U-17   | 3 | 3 | 0 | 0 | 8   | 1   | +7  | 9    |
| Szwecja U-17  | 3 | 2 | 0 | 1 | 6   | 4   | +2  | 6    |
| Łotwa U-17    | 3 | 1 | 0 | 2 | 3   | 5   | -2  | 3    |
| Mołdawia U-17 | 3 | 0 | 0 | 3 | 2   | 9   | -7  | 0    |

### Grupa 3
Wszystkie mecze tej grupy odbyły się w Liechtensteinie.
| Reprezentacja      | M | W | R | P | Br+ | Br- | +/- | Pkt. |
| ------------------ | - | - | - | - | --- | --- | --- | ---- |
| Niemcy U-17        | 3 | 2 | 1 | 0 | 8   | 1   | +7  | 7    |
| Finlandia U-17     | 3 | 1 | 2 | 0 | 6   | 3   | +3  | 5    |
| Ukraina U-17       | 3 | 1 | 1 | 1 | 9   | 3   | +6  | 4    |
| Liechtenstein U-17 | 3 | 0 | 0 | 3 | 0   | 16  | -16 | 0    |

### Grupa 4
Wszystkie mecze tej grupy odbyły się w Serbii.
| Reprezentacja    | M | W | R | P | Br+ | Br- | +/- | Pkt. |
| ---------------- | - | - | - | - | --- | --- | --- | ---- |
| Serbia U-17      | 3 | 2 | 1 | 0 | 10  | 2   | +8  | 7    |
| Słowenia U-17    | 3 | 1 | 2 | 0 | 6   | 3   | +3  | 5    |
| Luksemburg U-17  | 3 | 0 | 2 | 1 | 2   | 5   | -3  | 2    |
| Azerbejdżan U-17 | 3 | 0 | 1 | 2 | 2   | 9   | -7  | 1    |

### Grupa 5
Wszystkie mecze tej grupy odbyły się w Portugalii.
| Reprezentacja   | M | W | R | P | Br+ | Br- | +/- | Pkt. |
| --------------- | - | - | - | - | --- | --- | --- | ---- |
| Portugalia U-17 | 3 | 3 | 0 | 0 | 11  | 1   | 10  | 9    |
| Czechy U-17     | 3 | 2 | 0 | 1 | 10  | 3   | 7   | 6    |
| Albania U-17    | 3 | 1 | 0 | 2 | 3   | 9   | -6  | 3    |
| Czarnogóra U-17 | 3 | 0 | 0 | 3 | 1   | 12  | -11 | 0    |

### Grupa 6
Wszystkie mecze tej grupy odbyły się w Rumunii.
| Reprezentacja | M | W | R | P | Br+ | Br- | +/- | Pkt. |
| ------------- | - | - | - | - | --- | --- | --- | ---- |
| Francja U-17  | 3 | 1 | 2 | 0 | 5   | 1   | 4   | 5    |
| Rumunia U-17  | 3 | 1 | 2 | 0 | 4   | 1   | 3   | 5    |
| Norwegia U-17 | 3 | 0 | 3 | 0 | 2   | 2   | 0   | 3    |
| Estonia U-17  | 3 | 0 | 1 | 2 | 2   | 9   | -7  | 1    |

### Grupa 7
Wszystkie mecze tej grupy odbyły się w Turcji.
| Reprezentacja   | M | W | R | P | Br+ | Br- | +/- | Pkt. |
| --------------- | - | - | - | - | --- | --- | --- | ---- |
| Turcja U-17     | 3 | 2 | 1 | 0 | 4   | 0   | +4  | 7    |
| Białoruś U-17   | 3 | 1 | 1 | 1 | 3   | 2   | +1  | 4    |
| Szkocja U-17    | 3 | 1 | 0 | 2 | 3   | 6   | -3  | 3    |
| Kazachstan U-17 | 3 | 0 | 2 | 1 | 0   | 2   | -2  | 2    |

### Grupa 8
Wszystkie mecze tej grupy odbyły się na Malcie.
| Reprezentacja           | M | W | R | P | Br+ | Br- | +/- | Pkt. |
| ----------------------- | - | - | - | - | --- | --- | --- | ---- |
| Hiszpania U-17          | 3 | 3 | 0 | 0 | 17  | 1   | +16 | 9    |
| Słowacja U-17           | 3 | 2 | 0 | 1 | 6   | 5   | +1  | 6    |
| Malta U-17              | 3 | 0 | 1 | 2 | 1   | 9   | -8  | 1    |
| Macedonia Północna U-17 | 3 | 0 | 1 | 2 | 1   | 10  | -9  | 1    |

### Grupa 9
Wszystkie mecze tej grupy odbyły się w Chorwacji.
| Reprezentacja    | M | W | R | P | Br+ | Br- | +/- | Pkt. |
| ---------------- | - | - | - | - | --- | --- | --- | ---- |
| Anglia U-17      | 3 | 3 | 0 | 0 | 18  | 1   | +17 | 9    |
| Chorwacja U-17   | 3 | 2 | 0 | 1 | 11  | 5   | +6  | 6    |
| Kosowo U-17      | 3 | 1 | 0 | 2 | 3   | 10  | -7  | 3    |
| Wyspy Owcze U-17 | 3 | 0 | 0 | 3 | 1   | 17  | -16 | 0    |

### Grupa 10
Wszystkie mecze tej grupy odbyły się w Irlandii.
| Reprezentacja   | M | W | R | P | Br+ | Br- | +/- | Pkt. |
| --------------- | - | - | - | - | --- | --- | --- | ---- |
| Szwajcaria U-17 | 3 | 2 | 1 | 0 | 8   | 0   | +8  | 7    |
| Irlandia U-17   | 3 | 1 | 2 | 0 | 4   | 0   | +4  | 5    |
| Islandia U-17   | 3 | 1 | 1 | 1 | 7   | 4   | +3  | 4    |
| Armenia U-17    | 3 | 0 | 0 | 3 | 1   | 16  | -15 | 0    |

### Grupa 11
Wszystkie mecze tej grupy odbyły się we Włoszech.
| Reprezentacja          | M | W | R | P | Br+ | Br- | +/- | Pkt. |
| ---------------------- | - | - | - | - | --- | --- | --- | ---- |
| Grecja U-17            | 3 | 3 | 0 | 0 | 6   | 1   | +5  | 9    |
| Włochy U-17            | 3 | 1 | 1 | 1 | 5   | 2   | +3  | 4    |
| Irlandia Północna U-17 | 3 | 1 | 1 | 1 | 4   | 2   | +2  | 4    |
| San Marino U-17        | 3 | 0 | 0 | 3 | 0   | 10  | -10 | 0    |

### Grupa 12
Wszystkie mecze tej grupy miały się odbyć w Izraelu.
Uwaga! Mecze zostały przełożone ze względu na wybuch wojny w Izraelu i przeniesione do Walii.
| Reprezentacja  | M | W | R | P | Br+ | Br- | +/- | Pkt. |
| -------------- | - | - | - | - | --- | --- | --- | ---- |
| Walia U-17     | 2 | 2 | 0 | 0 | 5   | 0   | 5   | 6    |
| Belgia U-17    | 2 | 1 | 0 | 1 | 4   | 1   | 3   | 3    |
| Gibraltar U-17 | 2 | 0 | 0 | 2 | 0   | 8   | -8  | 0    |
| Izrael U-17    | 0 | 0 | 0 | 0 | 0   | 0   | 0   | 0    |

### Grupa 13
Wszystkie mecze tej grupy odbyły się na Węgrzech.
| Reprezentacja             | M | W | R | P | Br+ | Br- | +/- | Pkt. |
| ------------------------- | - | - | - | - | --- | --- | --- | ---- |
| Bułgaria U-17             | 3 | 2 | 1 | 0 | 4   | 2   | +2  | 7    |
| Węgry U-17                | 3 | 2 | 0 | 1 | 5   | 2   | +3  | 6    |
| Bośnia i Hercegowina U-17 | 3 | 1 | 1 | 1 | 5   | 4   | +1  | 4    |
| Andora U-17               | 3 | 0 | 0 | 3 | 1   | 7   | -6  | 0    |

### Klasyfikacja trzecich miejsc
Uwaga! Pierwotnie brano pod uwagę wszystkie rozegrane mecze danej drużyny, jednak po wycofaniu się Izraela zdecydowano o braniu pod uwagę jedynie mecze z drużynami z miejsc 1-2 w grupie.
| Gr. | Reprezentacja             | M | W | R | P | Br+ | Br- | +/- | Pkt. |
| --- | ------------------------- | - | - | - | - | --- | --- | --- | ---- |
| 6   | Norwegia U-17             | 2 | 0 | 2 | 0 | 0   | 0   | 0   | 2    |
| 1   | Dania U-17                | 2 | 0 | 1 | 1 | 3   | 4   | -1  | 1    |
| 3   | Ukraina U-17              | 2 | 0 | 1 | 1 | 2   | 3   | -1  | 1    |
| 13  | Bośnia i Hercegowina U-17 | 2 | 0 | 1 | 1 | 2   | 4   | -2  | 1    |
| 11  | Irlandia Północna U-17    | 2 | 0 | 1 | 1 | 0   | 2   | -2  | 1    |
| 4   | Luksemburg U-17           | 2 | 0 | 1 | 1 | 1   | 4   | -3  | 1    |
| 10  | Islandia U-17             | 2 | 0 | 1 | 1 | 0   | 3   | -3  | 1    |
| 7   | Szkocja U-17              | 2 | 0 | 0 | 2 | 1   | 6   | -2  | 1    |
| 2   | Łotwa U-17                | 2 | 0 | 0 | 2 | 0   | 5   | -5  | 0    |
| 5   | Albania U-17              | 2 | 0 | 0 | 2 | 1   | 9   | -8  | 0    |
| 8   | Malta U-17                | 2 | 0 | 0 | 2 | 0   | 8   | -8  | 0    |
| 12  | Gibraltar U-17            | 2 | 0 | 0 | 2 | 0   | 8   | -8  | 0    |
| 9   | Kosowo U-17               | 2 | 0 | 0 | 2 | 0   | 9   | -9  | 0    |

## Losowanie rundy elitarnej
Informacje pojawią się w przyszłości.

## Runda Elitarna
Na podstawie:
W przypadku równej liczby punktów, zespoły są klasyfikowane według następujących zasad.
1. liczba punktów zdobytych w meczach między tymi drużynami,
2. różnica bramek strzelonych w meczach tych drużyn,
3. bramki zdobyte w meczach tych drużyn,
4. bramki na wyjeździe zdobyte w meczach tych drużyn,
5. jeśli więcej niż dwie drużyny miały identyczny dorobek i po zastosowaniu powyższych zasad wciąż co najmniej dwie drużyny mają identyczny dorobek, powyższe zasady stosuje się ponownie tylko dla zainteresowanych drużyn. Jeśli nie da to rozstrzygnięcia i wciąż dwie drużyny będą miały identyczny dorobek stosuje się zasady poniżej,
6. różnica bramek we wszystkich meczach grupowych,
7. liczba strzelonych bramek we wszystkich meczach grupowych,
8. liczba strzelonych bramek we wszystkich meczach wyjazdowych,
9. liczba wygranych meczów w fazie grupowej,
10. liczba wygranych meczów wyjazdowych w fazie grupowej,
11. liczba kar indywidualnych we wszystkich meczach (1 punkt za żółtą kartkę, 3 punkty za czerwoną kartkę (również tę za dwie żółte kartki)),
12. pozycja w rankingu UEFA.

Legenda do tabelek
| Awans do Turnieju Finałowego |
| Klasyfikacja III miejsc      |
| Brak kwalifikacji            |

- Pkt – liczba punktów
- M – liczba meczów
- W – wygrane
- R – remisy
- P – porażki
- Br+ – bramki zdobyte
- Br− – bramki stracone
- +/− – różnica bramek

### Drużyny
- Anglia U-17
- Austria U-17
- Białoruś U-17
- Bułgaria U-17
- Chorwacja U-17
- Grecja U-17
- Gruzja U-17
- Finlandia U-17
- Hiszpania U-17
- Holandia U-17
- Irlandia U-17
- Niemcy U-17
- Polska U-17
- Serbia U-17
- Słowacja U-17
- Słowenia U-17
- Szwajcaria U-17
- Szwecja U-17
- Turcja U-17
- Ukraina U-17
- Węgry U-17
- Włochy U-17

## Strzelcy

### 3 gole
- Adrian Baquerin
- Mason Melia
- Thomas Ari Arnarsson
- Francis Onyeka
- Jakub Adkonis
- Bogdan Kostić
- Jonah Kusi-Asare
- Artem Stepanov

### 2 gole
- Oghenetejiri Adejenughure
- Dragan Pejić
- Chidozie Obi-Martin
- Nicolaj Tornvig
- Adrian Arnucio
- Guille Fernández
- José Reyes López
- Sergio Vinatea
- Daniel Jóhannesson
- Ken Izekor
- Stefan Mladenović
- Đorđe Ranković
- Šimon Vlna
- David Pejičić
- Calum Adamson
- Eliano Cassese
- Mustafa Hekimoğlu
- Muhammed Özkan

### 1 gol
- Daniel de Lima
- Philipp Moizi
- Ensar Mušić
- Tunjay Ahmadov
- Dzianis Ausiannikau
- Aliaksandr Dziarzhynski
- Alfie Halliwell
- Kerim Alajbegović
- Sergej Ignatkov
- Dušan Petrović
- Steven Gerard Gaote
- Filip Gigov
- Denis Givedzhov
- Mihail Polendakov
- Lasse Abildgaard
- Olti Hyseni
- Jonathan Moalem
- Adrian Riegel
- Sonosi Daldum
- Martin Kirilov
- Taavi Koukkumäki
- Toivo Mero
- Adiche Sabwele
- Matias Siltanen
- Christos Darviras
- Bedri Dunga
- Zois Karargyris
- Charalampos Kostoulas
- Anestis Mythou
- Stelio Sulanjaku
- Reziko Danelia
- Nikoloz Elisashvili
- Giorgi Gvasalia
- Jorge Fernández
- Toni Fernández
- Víctor Fernández
- Jaden Umeh
- Cole Brannigan
- Callum Burnside
- Briaden Graham
- Conor Haughey
- Tómas Johannessen
- Gunnar Orri Olsen
- Nedas Garbaliaukas
- Ernestas Zdanovič
- Christophe Andrade Brites
- Idney Melo
- Jegors Poskrjobiševs
- Emīls Sprukts
- Thomas Melillo
- Nichita Caragheorghi
- Ilie Efros
- Denis Husser
- Tiago Poller
- Otto Stange
- Michael Izunwanne
- Hubert Jasiak
- Oskar Pietuszewski
- Kacper Potulski
- Eldin Bajramović
- Uroš Đorđević
- Aleksa Vasilić
- Dominik Balog
- Samuel Kováčik
- Filip Trello
- Denis Valko
- Mateo Aćimović
- Arman Durmiši
- Svit Hočevar
- Sven Šunta
- Owen Stirton
- Enrique Aguilar
- Dion Cakolli
- Eliano Guido
- Eman Kospo
- Zidan Tairi
- Neo Jönsson
- Nikolaj Staykov
- Dmytro Bohdanov
- Nazar Bondar
- Oleksandr Dragan
- Yevhenii Harmash
- Artur Ukhan
- Barnabás Barkóczi
- Imre Egri
- Zalán Kugyela
- Kevin Mondovics
- Francesco Camarda
- Federico Coletta
- Stefano Maiorana
- Mattia Mosconi
- Alessandro Verde

### Gole samobójcze
- Ilari Kangasniemi (dla  Ukrainy)
- Helvijs Joksts (dla  Szwecji)
- Krists Pļaviņš (dla  Polski)
- Igor Bubanja (dla  Azerbejdżanu)
- Alfie Halliwell (dla  Białorusi)